# Superettan de 2013

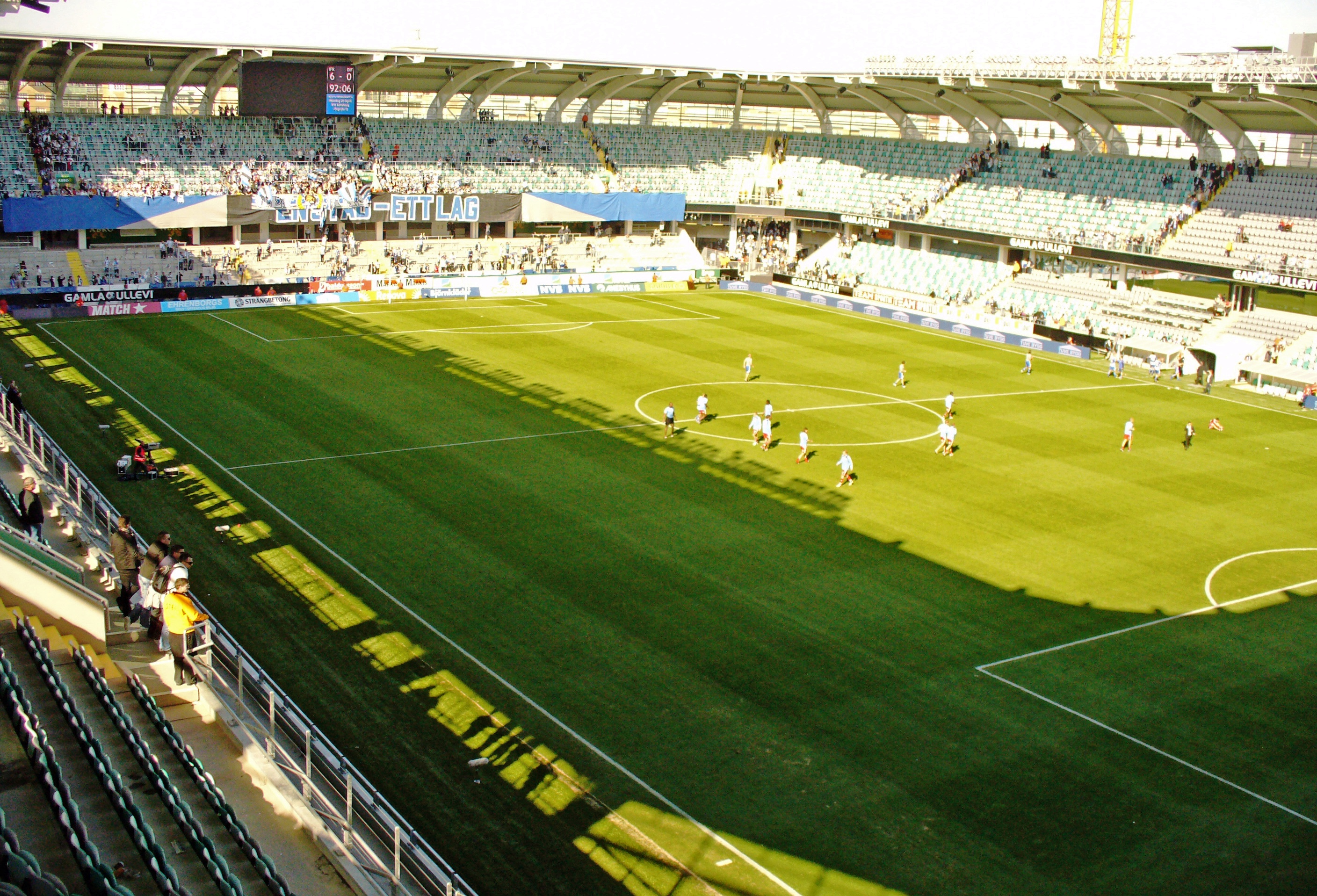
O Estádio Gamla Ullevi em Gotemburgo - casa do GAIS

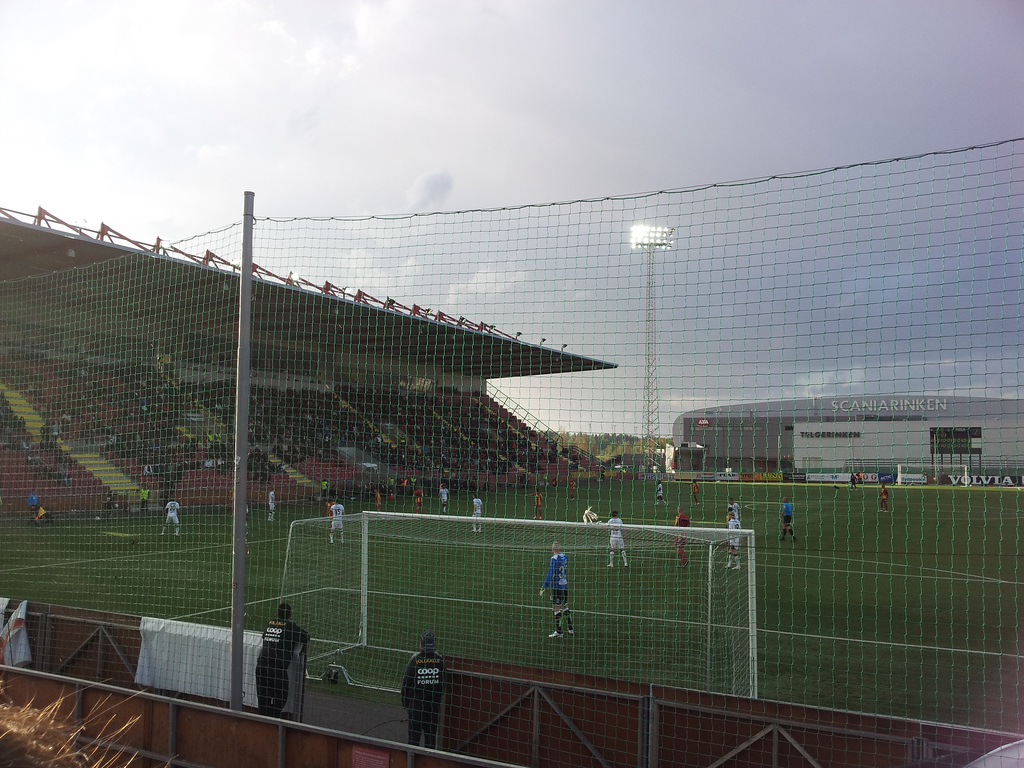
O Estádio de Södertälje em Södertälje - casa do Assyriska

A Segunda Liga do Campeonato Sueco de Futebol da temporada 2013 - Superettan 2013 - começou em 6 de abril e acabou em 2 de novembro.
O primeiro encontro foi disputado em 6 de abril em Varberg entre o clube local Varbergs Bois e o Gais de Gotemburgo.
Os novos participantes na Superettan 2013 foram os promovidos da Divisão 1 - Örgryte IS  e Östersunds FK, assim como os despromovidos da Allsvenskan - GIF Sundsvall, Örebro SK e Gais.>
O campeão Falkenbergs FF e o vice Örebro SK foram promovidos para a Allsvenskan.
IK Brage e Örgryte IS foram os últimos classificados, tendo sido despromovidos para a Divisão 1.

## Campeão
| Superettan 2013        |
| Sweden                 |
| ---------------------- |
| Falkenbergs FF Campeão |

## Formato
O campeonato conta com a participação de 16 clubes, que jogam 30 rodadas, em jogos de turno e returno. Cada vitória vale 3 pontos, empate 1 ponto e derrota 0 pontos.

## Participantes
- Assyriska FF
- Degerfors IF
- Falkenbergs FF
- GIF Sundsvall
- Hammarby IF
- IFK Värnamo
- IK Brage
- Jönköpings Södra IF
- Landskrona BoIS
- Ljungskile SK
- Ängelholms FF
- Gais
- Varbergs BoIS FC
- Örebro SK
- Örgryte IS
- Östersunds FK